# Josh Cullen
Joshua Jon Cullen (ur. 7 kwietnia 1996 w Westcliff-on-Sea) – irlandzko-angielski piłkarz, występujący na pozycji pomocnika w angielskim klubie Burnley oraz w reprezentacji Irlandii. Wychowanek West Ham United. Były młodzieżowy reprezentant Anglii.